# Hydrorhoa stevensoni
Hydrorhoa stevensoni är en stekelart som först beskrevs av Jean Risbec 1958.  Hydrorhoa stevensoni ingår i släktet Hydrorhoa och familjen Eucharitidae. Inga underarter finns listade i Catalogue of Life.